# Breaking nos Jogos Pan-Americanos de 2023 - B-Boys
O evento para b-boys do breaking nos Jogos Pan-Americanos de 2023 foi disputado em 3 e 4 de novembro de 2023 no Ginásio Chimkowe, em Peñalolén. Um total de 16 competidores de 10 Comitês Olímpicos Nacionais (CON) participaram do evento.

## Calendário
Horário local (UTC−3).
| Data          | Hora  | Fase                |
| ------------- | ----- | ------------------- |
| 3 de novembro | 19:10 | Fase de grupos      |
| 4 de novembro | 17:30 | Quartas de final    |
| 4 de novembro | 18:25 | Semifinais          |
| 4 de novembro | 19:00 | Disputa pelo bronze |
| 4 de novembro | 19:20 | Final               |

## Medalhistas
| Ouro   | CAN Philip Kim ("Phil Wizard") |
| Prata  | USA Jeffrey Louis ("Jeffro")   |
| Bronze | CHI Matías Martínez ("Matita") |

## Resultados

### Fase de grupos
Os competidores foram divididos em quatro grupos de quatro, onde enfrentam os demais competidores dentro do grupo. Os dois melhores de cada com mais votos avançam as quartas de final.

#### Grupo A
| Pos. | Nome                | Apelido       | R | V  |
| ---- | ------------------- | ------------- | - | -- |
| 1    | CAN Philip Kim      | "Phil Wizard" | 6 | 51 |
| 2    | CHI Matías Martínez | "Matita"      | 3 | 28 |
| 3    | CAN Onton See       | "Onton"       | 3 | 27 |
| 4    | PUR Víctor Custodio | "Choky"       | 0 | 2  |

|                 | Rounds |            |
| --------------- | ------ | ---------- |
| CAN Phil Wizard | 2–0    | CAN Onton  |
| CHI Matita      | 2–0    | PUR Choky  |
| CAN Phil Wizard | 2–0    | CHI Matita |
| CAN Onton       | 2–0    | PUR Choky  |
| CAN Phil Wizard | 2–0    | PUR Choky  |
| CAN Onton       | 1–1    | CHI Matita |

#### Grupo B
| Pos. | Nome                 | Apelido    | R | V  |
| ---- | -------------------- | ---------- | - | -- |
| 1    | USA Jeffrey Louis    | "Jeffro"   | 5 | 45 |
| 2    | COL Jordan Silva     | "Alvin"    | 4 | 37 |
| 3    | DOM Xavier Mendoza   | "Dux-M"    | 2 | 14 |
| 4    | MEX Brandon Valencia | "Kastrito" | 1 | 12 |

|              | Rounds |              |
| ------------ | ------ | ------------ |
| USA Jeffro   | 2–0    | COL Alvin    |
| MEX Kastrito | 1–1    | DOM Dux-M    |
| USA Jeffro   | 2–0    | MEX Kastrito |
| COL Alvin    | 2–0    | DOM Dux-M    |
| USA Jeffro   | 1–1    | DOM Dux-M    |
| COL Alvin    | 2–0    | MEX Kastrito |

#### Grupo C
| Pos. | Nome                 | Apelido    | R | V  |
| ---- | -------------------- | ---------- | - | -- |
| 1    | USA Miguel Rosario   | "Gravity"  | 6 | 47 |
| 2    | BRA Gilberto Araújo  | "Rato"     | 4 | 36 |
| 3    | ARG Mariano Carvajal | "Broly"    | 1 | 14 |
| 4    | MEX Luis Deolarte    | "Ninonino" | 1 | 11 |

|              | Rounds |              |
| ------------ | ------ | ------------ |
| USA Gravity  | 2–0    | BRA Rato     |
| MEX Ninonino | 1–1    | ARG Broly    |
| USA Gravity  | 2–0    | MEX Ninonino |
| BRA Rato     | 2–0    | ARG Broly    |
| USA Gravity  | 2–0    | ARG Broly    |
| BRA Rato     | 2–0    | MEX Ninonino |

#### Grupo D
| Pos. | Nome                   | Apelido       | R | V  |
| ---- | ---------------------- | ------------- | - | -- |
| 1    | VEN Gibrahimer Beomont | "Lil G"       | 4 | 38 |
| 2    | BRA Leony Pinheiro     | "Leony"       | 4 | 35 |
| 3    | COL Ricky Ordoñez      | "Ricky Rulez" | 4 | 34 |
| 4    | CHI Nicolás da Fonseca | "Daf"         | 0 | 1  |

|                 | Rounds |                 |
| --------------- | ------ | --------------- |
| VEN Lil G       | 2–0    | BRA Leony       |
| COL Ricky Rulez | 2–0    | CHI Daf         |
| VEN Lil G       | 0–2    | COL Ricky Rulez |
| BRA Leony       | 2–0    | CHI Daf         |
| VEN Lil G       | 2–0    | CHI Daf         |
| BRA Leony       | 2–0    | COL Ricky Rulez |

### Fase final
Os competidores se enfrentam em batalhas eliminatórias até a definição dos medalhistas.
|  | Quartas de final | Quartas de final |                 |            | Semifinal           | Semifinal           |  |  | Final         | Final |
|  |                  |                  |                 |            |                     |                     |  |  |               |       |
|  | 4 de novembro    |                  |                 |            |                     |                     |  |  |               |       |
|  |                  |                  |                 |            |                     |                     |  |  |               |       |
|  | COL Alvin        | 0                |                 |            |                     |                     |  |  |               |       |
|  | COL Alvin        | 0                | 4 de novembro   |            |                     |                     |  |  |               |       |
|  | USA Gravity      | 2                |                 |            |                     |                     |  |  |               |       |
|  | USA Gravity      | 2                | CAN Phil Wizard | 3          |                     |                     |  |  |               |       |
|  | 4 de novembro    |                  | CAN Phil Wizard | 3          |                     |                     |  |  |               |       |
|  |                  | USA Gravity      | 0               |            |                     |                     |  |  |               |       |
|  | BRA Leony        | USA Gravity      | 0               | 0          |                     |                     |  |  |               |       |
|  | BRA Leony        |                  | 4 de novembro   | 0          |                     |                     |  |  |               |       |
|  | CAN Phil Wizard  | 2                |                 |            |                     |                     |  |  |               |       |
|  | CAN Phil Wizard  | 2                | CAN Phil Wizard | 3          |                     |                     |  |  |               |       |
|  | 4 de novembro    |                  | CAN Phil Wizard | 3          |                     |                     |  |  |               |       |
|  |                  | USA Jeffro       | 0               |            |                     |                     |  |  |               |       |
|  | CHI Matita       | USA Jeffro       | 0               | 2          |                     |                     |  |  |               |       |
|  | CHI Matita       | 4 de novembro    |                 | 2          |                     |                     |  |  |               |       |
|  | VEN Lil G        | 0                |                 |            |                     |                     |  |  |               |       |
|  | VEN Lil G        | 0                | CHI Matita      | 0          | Disputa pelo bronze | Disputa pelo bronze |  |  |               |       |
|  | 4 de novembro    |                  | CHI Matita      | 0          | Disputa pelo bronze | Disputa pelo bronze |  |  |               |       |
|  |                  | USA Jeffro       | 3               |            |                     |                     |  |  |               |       |
|  | BRA Rato         | USA Jeffro       | 3               | 0          | USA Gravity         | 1                   |  |  |               |       |
|  | BRA Rato         |                  |                 | 0          | USA Gravity         | 1                   |  |  |               |       |
|  | USA Jeffro       | 2                |                 | CHI Matita | 2                   |                     |  |  |               |       |
|  | USA Jeffro       | 2                |                 |            | 2                   |                     |  |  |               |       |
|  |                  |                  |                 |            |                     |                     |  |  | 4 de novembro |       |
|  |                  |                  |                 |            |                     |                     |  |  |               |       |